# Kili Ghul Mohammad
Kili Ghul Mohammad of Kile Gul Mohammad (KGM) is een nederzetting in Beloetsjistan langs de Hannarivier net ten noorden van Quetta, vooral bekend als archeologische vindplaats en de typesite voor de Kili Ghul Mohammadfase. Possehl laat deze fase lopen van 7000-5000 v.Chr., terwijl deze bij Coningham en Young van 4300 tot 3500 v.Chr. duurt. Het aantal nederzettingen was in deze fase nog klein in grootte en aantal.
In 1950 werd onder Walter Fairservis een kleine opgraving uitgevoerd waarbij vier bewoningsperiodes werden vastgesteld, KGM I, II, III en IV. De laatste periode viel samen met periode I van het nabijgelegen Damb Sadaat (DS).
KGM I begon mogelijk als tijdelijke nederzetting van pastorale nomaden, maar aan het einde van deze periode stonden er woningen gemaakt van modder en vitselstek. Tijdens KGM II verscheen het eerste aardewerk en in KGM III het eerste aardewerk gemaakt met een pottenbakkersschijf, waaronder zwart-op-rood aardewerk, niet te verwarren met het latere zwart-en-rood aardewerk (BRW). Tijdens deze periode werden ook de eerste koperen voorwerpen gevonden. Zowel in KGM IV als in DS I is Kechi Begaardewerk gevonden.